# 나가미즈촌
나가미즈촌(일본어: 永水村)은 일본 구마모토현 아소군에 설치되었던 촌이다. 

## 참고 문헌
- 角川日本地名大辞典編纂委員会, 『角川日本地名大辞典 43 熊本県』1987, 角川書店